# Biskupice (gromada w powiecie częstochowskim)
Biskupice – dawna gromada, czyli najmniejsza jednostka podziału terytorialnego Polskiej Rzeczypospolitej Ludowej w latach 1954–1972.
Gromady, z gromadzkimi radami narodowymi (GRN) jako organami władzy najniższego stopnia na wsi, funkcjonowały od reformy reorganizującej administrację wiejską przeprowadzonej jesienią 1954 do momentu ich zniesienia z dniem 1 stycznia 1973, tym samym wypierając organizację gminną w latach 1954–1972.
Gromadę Biskupice z siedzibą GRN w Biskupicach utworzono – jako jedną z 8759 gromad na obszarze Polski – w powiecie częstochowskim w woj. stalinogrodzkim, na mocy uchwały nr 17/54 WRN w Stalinogrodzie z dnia 5 października 1954. W skład jednostki wszedł obszar dotychczasowej gromady Biskupice ze zniesionej gminy Zrębice w tymże powiecie, a także oddziały leśne nr 113–119, 145–151, 160–167, 175–181, 189–194, 202–204 i 211–213 z Nadleśnictwa Olsztyn oraz oddziały nr 110–112, 131–134 i 140–144 z Nadleśnictwa Złoty Potok. Dla gromady ustalono 9 członków gromadzkiej rady narodowej.
20 grudnia 1956 województwo stalinogrodzkie przemianowano (z powrotem) na katowickie.
1 stycznia 1958 gromadę zniesiono, a jej obszar włączono do gromady Olsztyn w tymże powiecie.